# Anodonta cyrea
Anodonta cyrea е вид мида от семейство Unionidae.

## Разпространение и местообитание
Видът е разпространен в Азербайджан, Армения, Грузия, Европейска част на Русия, Туркменистан и Узбекистан.
Обитава сладководни басейни, морета, реки и потоци.